# Модель для Пикмана
«Модель для Пикмана» (англ. Pickman’s Model) — рассказ американского писателя Говарда Филлипса Лавкрафта, написанный в сентябре 1926 года и опубликованный в журнале «Weird Tales» за октябрь 1926 года (том 10, № 4). Варианты перевода: «Натура Пикмана», «Фотомодель для Пикмана», «Фотография с натуры», «Модель Пикмана».

## Сюжет
История вращается вокруг бостонского художника по имени Ричард Аптон Пикман, который творит столь ужасающие картины, что люди просто не могут на них смотреть. Его работы блестяще выполнены и настолько натурально, и живописно, что одна только картина «Обед гулей» вызывает на выставке вал критики, после чего Пикмана выгоняют из художественного клуба, а его коллеги-художники избегают его. Рассказчик — Турбер, друг Пикмана, который после загадочного исчезновения художника рассказывает Элиоту, своему знакомому, о том как он побывал на экскурсии в личной галерее Пикмана, сокрытой в городских трущобах Норт-Энд. Турбер восхищается талантом Пикмана, но считает, что его место в сумасшедшем доме, и подозревает, что на самом деле тот вовсе не человек. 
Нужно быть настоящим художником и уметь, как никто другой, проникнуть в природу вещей, чтобы создавать полотна, подобные тем, что творил Пикман. Любой может назвать картину «Кошмар», «Шабаш ведьм», «Портрет дьявола», но лишь подлинный мастер может создать произведение, что окажется по-настоящему пугающим и действительно возьмёт вас за живое. 

Накануне своего исчезновения Пикман пригласил Турбера в свою новую галерею на Беттери-стрит, чтобы тот мог увидеть особые картины, которые он не показывал другим. По его словам, только там его душа «переносится на века». Пройдя по набережной Конституции, они свернули в узкую пустынную аллею, где нет света и стоят старинные дома времён Андроса и Фипса. Там-то и была сокрыта галерея Пикмана. По мере того, как эти двое углублялись в мысли и искусство Пикмана, комнаты, казалось, становились всё более злыми, а картины — всё более ужасающими. Зрелищу Турбера предстали картины старых кладбищ, лесов, холмов, туннелей, склепов, гулей, ведьм и собакоподобных тварей:

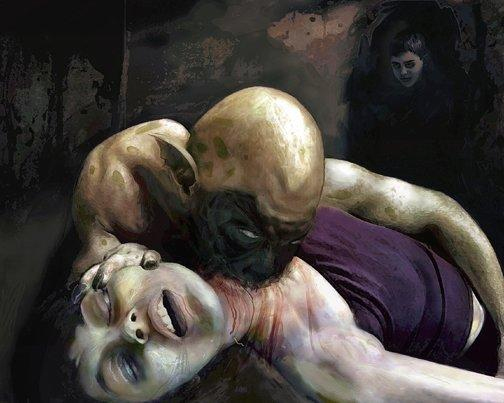
Картина Урок. Художник Сенекаль

Прости меня, Боже, за то, что я увидел подобное! Картина «Урок» изображала кладбище, где по кругу расположились сидящие на корточках собакоподобные существа, обучающие младенца, как питаться «подобно им». Видимо, такова была цена этой «подмены», — это стародавний миф о том, как эльфы оставляют в колыбелях своих отпрысков в обмен на похищаемых ими человеческих детей. Пикман изобразил, что именно происходит с похищенными младенцами, когда они вырастают, а в лицах становится заметно зловещее сходство с мордами этих тварей. Получается, что собакоподобные твари происходят от людей!

Одна картина изображала богохульного сына священника с чертами лица Пикмана. Картина «Случай в метро» изображала чудовищ, выползающих из трещины в земле на Бойлстон-стрит. Картина «Пляски на могиле» изображала Холм Коппа, а другая — Бикон-Хилл, где из ямы в полу, выползает армия муравьёв. Картина «Могилы Холмса, Лоувела и Лонгфелло на Каштановой горе» изображала стаю тварей, окруживших одного из своих соплеменников, читавшего им путеводитель Бостона. 
В конце экскурсии шум заставляет Пикмана спуститься в подвал, где стоит старинный колодец XVII века, что ведёт в сеть тоннелей под холмом. В это время Турбер находит фотокамеру и мольберт с изображением колоссального собачьего божества с красными глазами из «нижнего мира». Турбер берёт небольшой свёрток бумаги, прикреплённый к картине, но не успевает разглядеть его. Раздалась серия выстрелов револьвера и клёкот некого существа. Пикман возвращается с дымящимся пистолетом, уверяя что стрелял по крысам. Затем они уходят и прощаются на Джой-стрит. Турбер достаёт из кармана фотографию и видит, что на ней запечатлён реальный монстр. Тогда только рассказчик понимает, что Пикман черпал вдохновение не из больного воображения, а из реальности.

## Персонажи

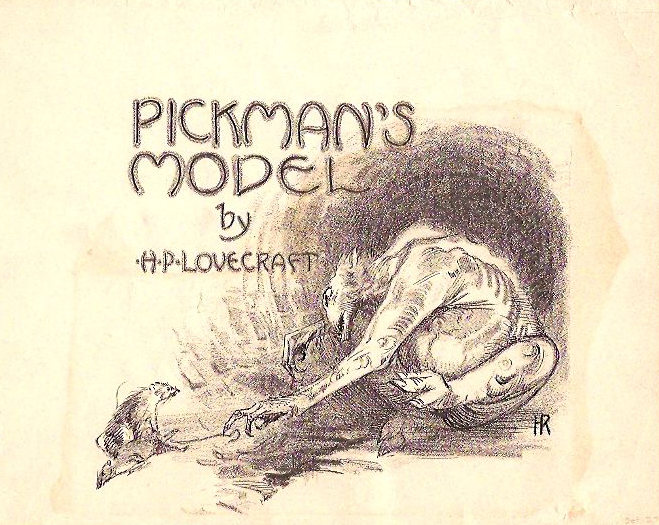
Титульный лист «Модель Пикмана» в журнале «Wierd Tales» за октябрь 1927 г. Иллюстрация Хью Рэнкина

### Ричард Аптон Пикман
- Ричард Аптон Пикман (англ. Richard Upton Pickman) — бостонский художник, известный картинами античного ужаса. Пикману необычайно подробно известны события, когда его прапрапрабабку повесили как ведьму на Холме висельников. Коттон Мазер осудил её во время Процесса над салемскими ведьмами в 1692 году. Пикман отправил картину в Салем, к своему отцу, который до сих пор живёт там. «Пикман» и «Аптон» — это старинные имена Салема[1].

Этот тошнотворный чародей воплотил само пламя ада в краске, а его кисть превратилась в палочку, порождающую кошмар. Он был заклятым врагом всего человечества, но оставался скрупулёзным, старательным, почти научным реалистом. Пикман является чудовищем, привязанным к саням, которые мчатся по жёлобу «обратной эволюции».
Пикман написал автопортрет с чертами собакоподобных существ. Возможно, Пикман преображается в виде гуля в Стране снов — что отражает его истинную душу. Некоторые читатели склонны считать, что Пикман в своём новом состоянии гуля может является героем из рассказа «Изгой», но на это нет указаний. Пикман появится в виде гуля в повести «Сомнамбулический поиск неведомого Кадата». В рассказе «История Некрономикона» указано, что Пикман исчез из своего дома в 1926 году. Пикман испытывает тягу к таксидермии. Пикмана можно сравнить с героями из произведений «Герберт Уэст — реаниматор», «Пёс» и «Ужас в музее», где также перекликаются темы Загробной жизни и встречаются выставки жутких экспонатов. Пикман пишет картины в жанре «странной фантастики». В рассказе «Неименуемое» Картер писал в жанре «странной фантастики».

### Турбер
- Турбер (англ. Thurber) — рассказчик, работал над монографией о так называемом «причудливом искусстве». Крутой парень среднего возраста с довольно искушёнными вкусами. Участник Первой мировой войны: «вы достаточно видели во Франции, чтобы знать, что меня нелегко вывести из седла». Учитывая это описание, «Энциклопедия Лавкрафта» находит ужас Тербера перед картинами Пикмана «неправдоподобным … напряжённым и истеричным»[2]. У Турбера развилась фобия, — подобно персонажам «Мифов Ктулху»[1]. Его страх перед метро и тоннелями напоминает страх героя из рассказа «Затаившийся Страх»: «я не мог смотреть на колодец или вход в метро без содрогания». Турбер хотел постичь потаённые обертоны души — это слова из рассказа «Неименуемое».

### Элиот
- Элиот (англ. Eliot) — персонаж, которому Турбер рассказывает историю. Элиот, фактически является суррогатом аудитории (выражает вопросы и растерянность аудитории, а читатель может идентифицировать себя с ним — этот приём используется в детективной и научной фантастике). Хотя, ни один его диалог не напечатан, но его вопросы и междометия подразумеваются по тексту. Элиот говорит: «Какой гром и молния навеял эти видения?» — сверхъестественный гром встречается в рассказах: «Склеп», «Картина в доме» и «Затаившийся Страх».

Коттон Мазер
- Коттон Мазер (англ. Cotton Mather) — проповедник в Салеме, автор книги «Магнолия» и «Чудеса невидимого мира».

Собакоподобные твари

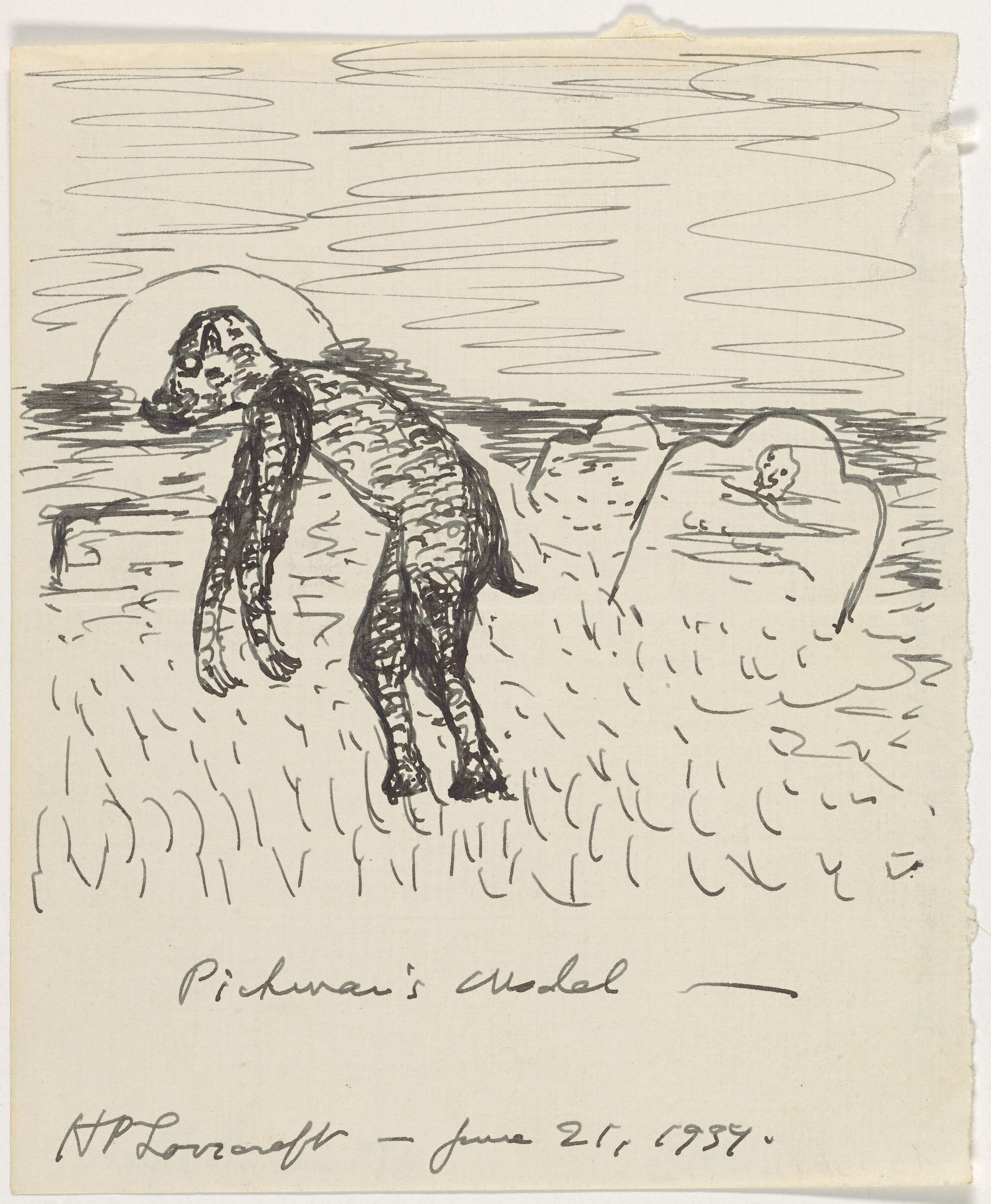
Рисунок Лавкрафта, который сохранился в письме у его друга, Роберта Барлоу, 1934 год

- Собакоподобные твари (англ. Dog-like things) — чудовища, обитающие в тоннелях, что ведут в Страну снов.Существа имеют слепые собачьи морды и клыки, они остаются двуногими, но неуклюже склоняются вперёд, а структура их тканей отчасти напоминает резину. Они изображены группами на кладбище или в подземном проходе и часто в состоянии драки за свою добычу — точнее, за найденный клад. Существа запрыгивают ночью в окно и сидят на груди своей жертвы на корточках, вонзив зубы ей в глотку. Кольцо этих тварей лаяли на ведьму, повешенную на Холме висельников, а её мёртвое лицо было сильно похоже на их собственные морды. Пикман изобразил на картине во всех стадиях и градациях переход от явно нечеловеческих морд к относительно человеческим, хотя, и явно деградировавшим лицам. Пикман показал сардоническую связь между ними и эволюцию в натуре. Безымянное богохульство
- Безымянное богохульство (англ. Nameless blasphemy) — гигантское существо с копытами и мордой пса из Загробного мира. Возможно, похожее на картину «Сатурн, пожирающий своего сына». В повести «Сомнамбулический поиск неведомого Кадата» встречается похожее описание каменных собак. Колоссальное, безымянное богохульство, с пылающими красными глазами; в своих костлявых лапах оно держало человеческое тело и вгрызалось в его голову, подобно тому, как нетерпеливый ребёнок пытается откусить край неподатливого леденца. Поза чудовища была чем-то похожей на сидение на корточках, причём создавалось ощущение, что оно в любой момент готово бросить свою добычу и отправиться на поиски более сочного лакомства. У него была собачья морда с торчащими ушами, налитыми кровью глазами, плоским носом и истекающими слюной губами; чешуйчатые лапы, заплесневелое тело, похожие на копыта ноги.

## Вдохновение

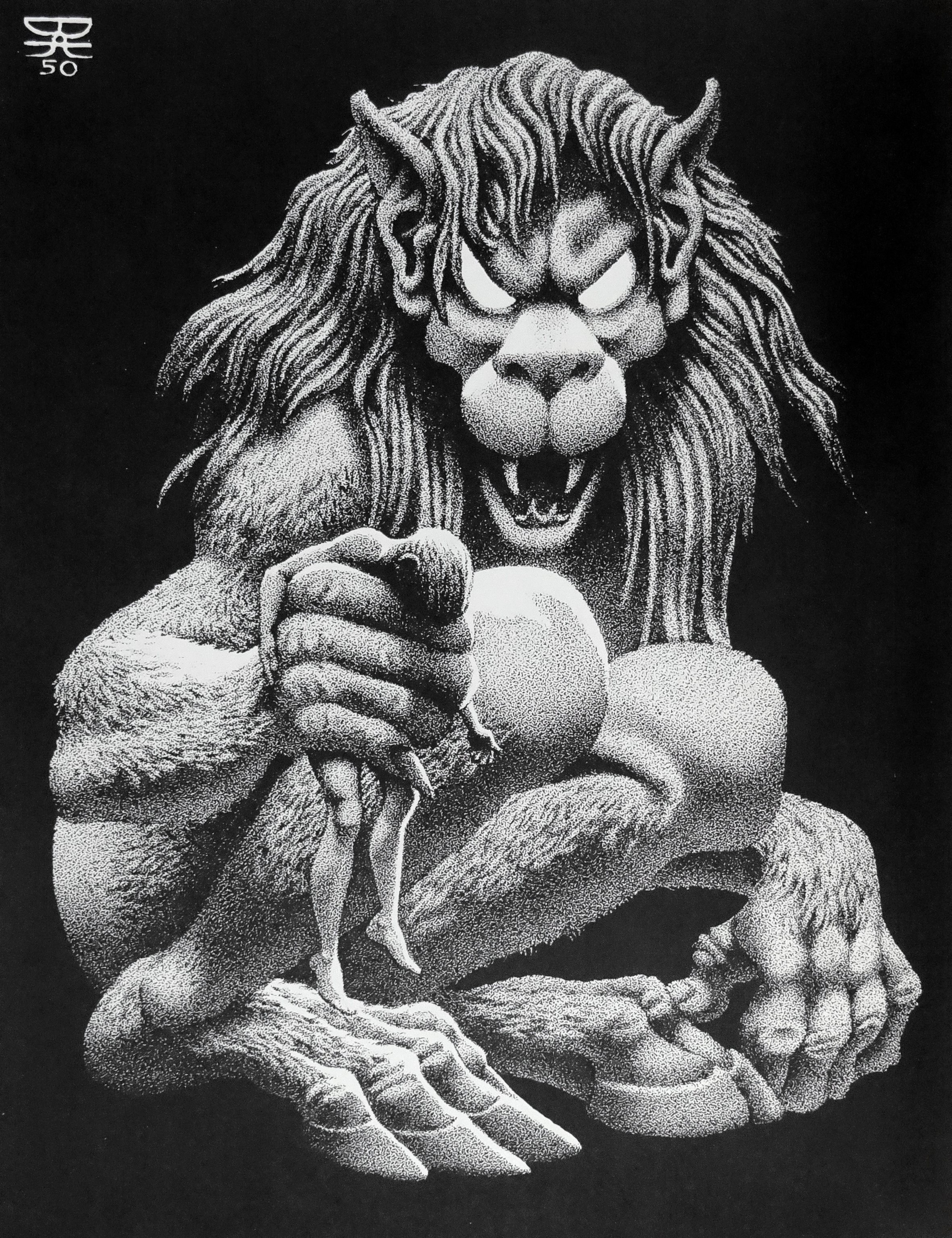
Иллюстрация Ханнес Бока к «Модель Пикмана» в журнале «Famous Fantastic Mysteries» за декабрь 1951 года

Эстетические начала ужаса в «Модель для Пикмана» похожи на эссе Лавкрафта «Сверхъестественный ужас в литературе» (1925—1927), написанное в одно время с рассказом. Турбер отмечает: «Только настоящему художнику ведома истинная анатомия ужасного и физиология страха — то есть, именно те очертания и размеры, которые воздействуют непосредственно на скрытые инстинкты или архетипы страха, и именно такие сочетания цветов и световые эффекты, от которых пробуждается нечто дремавшее доселе в подсознании, и предчувствие неведомого». Эти слова Лавкрафт приводит в качестве критики творчества Эдгара По, который «так прекрасно понимал саму механику и физиологию страха, и его странности».
Турбер описывает Пикмана как «основательного, кропотливого и почти научного реалиста» — это напоминает подход Лавкрафта к ужасам в пост-дансеновскую фазу его творчества.
В финале рассказа открывается сущность чудовища — как в финале рассказа «Изгой». Лавкрафт описывает Пикмана как «готическое тело», находящееся на пути трансформации из человека в монстра.
Роберт Прайс пишет, что: «В повести „Сомнамбулический поиск неведомого Кадата“ Пикман определённо имеет уже малое отношения к персонажу с таким же именем, которого мы встретили в „Модель для Пикмана“, хотя, он якобы является тем же человеком». Прайс предполагает, что в повести Пикман описан под влиянием персонажа Тарса Таркаса из романа «Принцесса Марса» Эдгара Берроуза.

## Техника
Техника необычна для Лавкрафта. Повествование от первого лица принимает форму монолога, направленного на читателя, по сути, как вымышленного слушателя, чьи предполагаемые междометия подразумеваются через ответы рассказчика на них. Повествование является монологом Турбера, направленным на условного персонажа, как слушателя. Повествование носит разговорный, случайный и эмоционально выразительный характер, — что нетипично для главных героев и стиля Лавкрафта. Комментарии показывают, что разговор происходит в бостонской гостиной рассказчика, накануне вечером, куда они только что прибыли на такси. Рассказ Пикмана посередине повествования также является монологом, направленным, в свою очередь, на стороннего рассказчика, как на слушателя. Оба повествования случайные и прерывистые, а повествовательная нить собирает их воедино — это похоже на поиск связи в разрозненных сведениях, слухах, статьях.

## Темы
Лавкрафт выразил несколько важных для него соображений и тем:

### Картины
Лавкрафт посвятил рассказ готической живописи и, вероятно, случай несколько похож на «Мрачные картины» Гойя. В рассказе упоминаются художники: Фюсли, Доре, Гойя, Сайм, Ангарола, Рейдлер, Рид, Джо Мино, Босворт. Ангарола — один из любимых художников Лавкрафта. Особо отмечаются картины «Ночной кошмар» (Фюссли), «Шабаш ведьм» (Гойя) и «Портрет Дьявола» (Доре). Картина «Могилы Холмса, Лоувела и Лонгфелло на Каштановой горе» отсылает к английским писателям. Лавкрафт упоминает Пандемониум из поэмы «Потерянный Рай» Джона Мильтона. Гаргулии и химеры, украшающие Нотр-Дам и Мон-Сен-Мишель — представляют образцы готического стиля.
Лавкрафт упоминает транс-сатурнические ландшафты и лунные грибы Кларка Эштона Смита, писателя и друга Лавкрафта, который создавал произведения в жанре «странной фантастики», а также разработал свой собственный стиль рисования — эти черты похожи на Пикмана. Картины Смита изображают странных сверхъестественных существ, которые в значительной степени вдохновлены его кошмарами по поводу плохого здоровья. Смит изображал потусторонние пейзажи, гибриды растений и зверей. Пикман же изображал более традиционные мотивы из страшных легенд. В готической литературе часто описываются руины, кладбища, склепы, леса, холмы, призраки, нечисть, ведьмы и т. п.

### Существа
В мифологии Европы некоторые легенды об эльфах и феях описывают, как они подменивают человеческих младенцев на своих отпрысков. Пикман изобразил последующую мутацию и превращение детей в собакоподобных существ — эти существа не являются гулями. Пикман изобразил гулей отдельно, на другой картине. Вероятно, обоих существ можно отнести к нежити, но у Лавкрафта всегда есть отличия. В рассказе «Изгой» описаны летающие гули. В рассказе «Пёс» описан гуль-колдун и невидимая собака, чей лай слышали расхитители гробниц. В повести «Сомнамбулический поиск неведомого Кадата» наиболее полно описаны гули: прямоходящие и те, что передвигаются на четвереньках, — это, похоже, два типа одного и того же существа, которые похожи на орды нечисти на шабаше. Также в повести упоминаются собакоподобные существа и гигантские собаки. Собакоподобные существа появляются в произведениях: «Герберт Уэст — реаниматор», «Пёс», «Затаившийся Страх», «Крысы в стенах», «Сомнамбулический поиск неведомого Кадата». Лавкрафт часто создаёт гибридных существ, похожих на изображения в античной литературе, а общим для них является то, что они связаны с магией.

### Легенды
Процесс над салемскими ведьмами упоминается в рассказах: «Картина в доме», «Ужас Данвича» и «Грёзы в ведьмовском доме». Газеты объясняют связь колдунов и старинных золотых монет: «в подвалах обнаружили замурованные арки, ходы в подземную сеть тоннелей, тайники ведьм и пиратов, где они прятали награбленное золото из морских плаваний». В рассказе «Алхимик» сказано, что золото из восточных стран производили алхимики.
Мифология Древнего Египта часто служит фоном для «Лавкрафтовских ужасов», а также её использовал Эдгар По, последователем которого является Лавкрафт. Египтяне верили, что во снах душа человека переносится в Иной мир, а художники имеют особую связь с Иным миром. Подземные адские псы охраняют вход в Царство мёртвых (Дуат), где правит Анубис. «Сардонический кошмарный мир и сардоническая связь с эволюцией человека» — это намёк на Ньярлатхотепа.

### Фото
Пикман взял с собой фотоаппарат и сделал снимки в Ином мире — персонажи Лавкрафта иногда могут перенести артефакты из Страны снов в реальный мир. Похожие случаи встречаются в рассказах «Ужас в Ред Хуке», «Зов Ктулху», «Серебряный ключ», «Грёзы в ведьмовском доме» и повести «Хребты Безумия». Неизвестно спускался ли Пикман в сеть катакомб, ведущих в загробный мир или открывал портал при помощи заклинаний оккультных книг.

## Критика

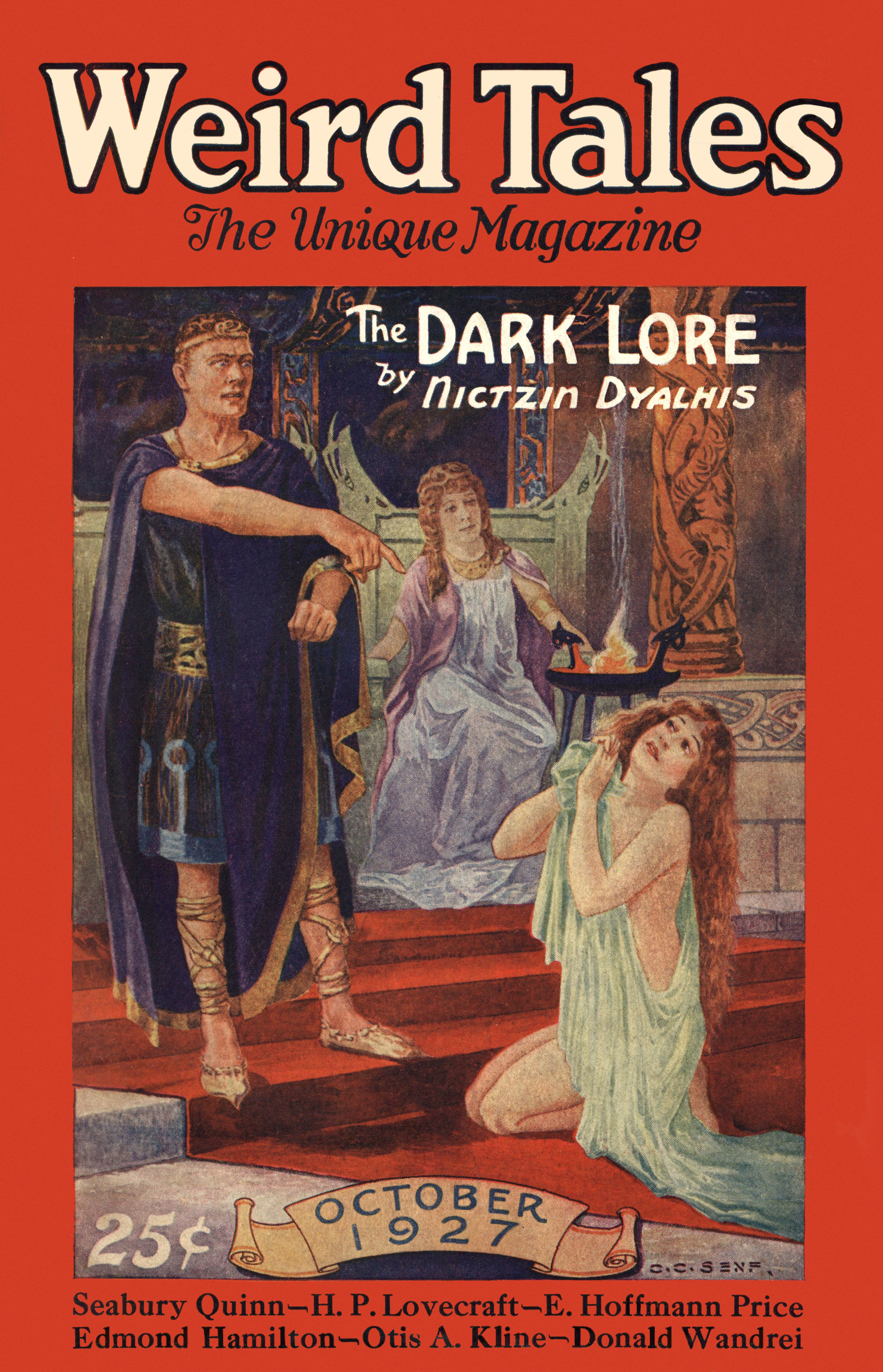
Номер журнала Weird Tales, в котором был опубликован рассказ

Фриц Лейбер в своём эссе «Литературный Коперник» похвалил этот рассказ за «невероятную холодность» последней строки. Питер Кэннон называет рассказ «почти идеальным примером принципа единства действия Эдгара По», хотя в качестве «единственной его слабости» он называет «надуманный финал».
«Энциклопедия Лавкрафта» оспаривает расхожее мнение, что для Лавкрафта этот рассказ был заурядным или проходным.

## «Страна Лавкрафта»
В рассказе упоминаются локации Бостона: сумасшедший дом Данверс (англ. Danvers asylum), художественный клуб, музей искусств, холм висельников (англ. Gallows Hill), Холм Коппа (англ. Copp’s Hill), Бикон-Хилл (англ. Beacon Hill), Каштановая гора (англ. Mount Auburn), метро и другие места. Лавкрафт изобразил улицу Пикмана на карте Аркхема, которую он сам выдумал.

Нор-Энд изображён как захудалый район старинного Бостона с колдовским прошлым:
Я старался постичь потаённые обертоны души, а этого вы этого никогда не сыщете на вульгарных искусственных улицах, проложенных по искусственной земле искусственных городов. Моя студия — это уже не Бостон; это вообще ни с чем несравнимо, поскольку вы даже не успеете собрать все нахлынувшие на вас там воспоминания и видения загадочных духов. Если здесь ещё сохранились какие-то привидения, то это всего лишь ручные, можно сказать, почти домашние призраки соляных болот и мелководных бухт; я же хочу настоящих, человеческих привидений — таких, которые достаточно высокоорганизованы, чтобы заглянуть в преисподнюю и постичь смысл увиденного там.
Настоящий художник должен жить в Норт-Энде. Если в человеке действительно присутствует эстетическое начало, он смирится с нищетой ради познания исконных традиций широких масс. Эти места на самом деле вовсе не рукотворны, а развивались сами по себе. В 1632 году на холме Коппа стояла мельница и половина из ныне существующих улиц была проложена ещё в 1650 году. Там до сих пор стоят дома, которым по 250 лет, а то и более. В том или ином месте до сих пор находят сложенные из кирпича арки и стены, которые ведут в никуда. На Хэнчмен-стрит обитали ведьмы и духи, которых они вызывали; а позже скрывались пираты, прятавшие награбленное в морских плаваниях.

Норт-Энд представлял собой сеть подземных туннелей, посредством которых, люди обеспечивали себе доступ в дома друг друга и могли выйти на кладбище или к морю. Пусть наверху устраивали судилища и гонения — всё равно ежедневно там происходили вещи, которые люди не в состоянии понять, а по ночам раздавался смех! Эти древние места пребывают в неподвижной дрем и переполнены чудесами, и ужасами, которые не встретить в общедоступных местах, и ни одна живая душа не может посещать их. 
Улицы Принс-стрит, Хенчман, Чартер-стрит, Грино-лейн — настоящие улицы в Норт-Энд. Местонахождении студии Пикмана расплывчато, вероятно, она была вдохновлена реальным зданием Бостона. Лавкрафт писал, что позже посетил эти окрестности с Дональдом Вандреем, но обнаружил, что тот «дом и улица из рассказа полностью разрушены, а целую линию зданий снесли».
Со всех сторон улицу окружали рассыпающиеся от ветхости фронтоны домов, искривлённые от старости оконные проёмы глазели на неё, а архаичные дымоходы устремляли в освещённое лунным светом небо свои полуразвалившиеся трубы. Пожалуй, там не нашлось бы и трёх зданий, построенных после времён Коттона Мазера, дома имели характерные для прошлого века навесы над крышами, а реже двускатные крыши, ныне забытые. Антиквары в один голос утверждают, что в Бостоне таких уже не осталось. Сумрачную улицу освещал тусклый свет редких фонарей, а дорого налево вела в пустынный и ещё более узкий проулок, где света вообще нет, а оттуда — в полную темноту.

## Связь с другими произведениями
В повести «Сомнамбулический поиск неведомого Кадата» Пикман появляется в виде гуля в Стране снов.
В рассказе «Тварь на пороге» встречаются персонажи Дэниел Аптон и Эдвард Пикман Дерби.
В рассказе «Вне времени» смотрителя музея зовут Пикман.
Мотив персонажа, который выстреливает все шесть пуль из револьвера встречается в рассказах «Герберт Уэст — реаниматор» и «Тварь на пороге».
«Нижний мир» упоминается в рассказе «Герберт Уэст — реаниматор».
«Недра Земли» или катакомбы упоминаются в рассказах «Крысы в стенах», «Праздник» и романе «Случай Чарльза Декстера Варда».

## Появления и упоминания
- Р. А. Пикман — выдающийся персонаж в романе «Лавкрафтиан: Круг кораблестроителей» Стивена Филипа Джонса. Произведение переосмысливает странные истории Лавкрафта в одну современную эпопею о единой вселенной.
- В фильме Джона Карпентера 1994 года «В пасти безумия» персонажи Сэм Нил и Джули Кармен останавливаются в гостинице Пикмана, где хозяйку гостиницы миссис Пикман играет Фрэнсис Бэй. («Мотель Пикмана» был бы почти идентичен названию рассказа Лавкрафта, но мотель не соответствовал бы характеру города Хоббс-Энд, штат Нью-Гэмпшир, где расположена гостиница с таким же названием).
- В романе Стивена Кинга «Оно» художник по имени Пикман принимает участие в засаде банды Брэдли в 1929 году на городской площади Дерри.
- В видеоигре Fallout 4 2015 года Пикман появляется как персонаж в одном из мини-квестов «Осмотреть галерею Пикмана». Пикман убивает рейдеров, собирает их головы и использует их тела для создания тревожных картин, которые выставлены в здании под названием «Галерея Пикмана», расположенном в северной части города постапокалиптического Бостона.
- В сериале «Кабинет редкостей Гильермо дель Торо» в 5 серии появляются Вильям Турбер и Пикман в качестве антагониста. Серия представляет оригинальную историю.
- В настольной игре «Ужас Архэма» Ричард Аптон Пикман является одним из союзников, которого может взять с собой герой-сыщик.